# Бах, Винсент
Ви́нсент Бах (англ. Vincent Bach; 24 марта 1890, Баден, Австрия — 8 января 1976, Нью-Йорк, США) — основатель и руководитель американской фирмы по производству медных духовых музыкальных инструментов и мундштуков к ним.

## Биография
Винсент Бах обладал двумя талантами — он был профессиональным музыкантом и выдающимся инженером. Соединив два призвания, Бах разработал медные духовые инструменты с непревзойденными тональными характеристиками, которые стали эталоном звучания для профессиональных музыкантов мира.
Рожденный в 1890 году в Австрии под именем Винсент Шроттенбах, он получил музыкальное образование по классу скрипки,
но затем переключился на трубу, так как был покорен её царственным звучанием. Винсент также демонстрировал хорошие способности к техническим наукам и окончил машиностроительную школу, но отдал предпочтение непредсказуемой деятельности музыканта и полностью посвятил жизнь своему первому увлечению — трубе. Его риск полностью себя оправдал.
Сначала Винсент осознал, что потребность в высококачественных мундштуках для духовых инструментов была действительно насущной. Он еще больше убедился в правильности своего мнения, когда во время мировой войны служил сержантом и военным дирижёром духового оркестра 306-й полевой артиллерии Союзных войск на Лонг-Айленде. Опыт управления школой горнистов окончательно убедил Винсента в том, что качество современных инструментов и особенно мундштуков было неприемлемо низким.
В отпуске Винсент направился в Нью-Йорк, где в подсобном помещении музыкального магазина Selmer Music Store занялся модернизацией и разработкой новых мундштуков. В 1918 г., совмещая увлекательную созидательную деятельность с творческой работой в оркестре театра Риволи (сейчас историческая достопримечательность США), Бах инвестировал 300 долларов в покупку токарного станка с ножным приводом, снял помещение по адресу 11 East 14th Street и открыл фирму по производству мундштуков.
Новый бизнес стремительно развивался, и уже в 1924 году Винсент Бах изготовил свои первые трубы Bach, которые музыканты стали называть «трубы Страдивари», заложив основу для появления торговой марки «Бах Страдивариус» (англ. Bach Stradivarius). В 1928 году появились тромбоны «Бах Страдивариус».
В 1961 году, когда Винсенту Баху исполнился 71 год, он продал свою компанию. Несмотря на двенадцать более выгодных с материальной точки зрения предложений, Бах отдал предпочтение компании Selmer, поскольку за продолжительное время сотрудничества он убедился, что именно эта компания сохранит все его наработки и разовьет бизнес дальше, основываясь на заложенных им принципах стремления к высочайшему качеству. Все оборудование компании Бах было перевезено из Нью-Йорка на фабрику Selmer в город Элкхарт (штат Индиана), где Винсент начал обучать мастеров своему искусству.
Как и предвидел Винсент Бах, корпорация Conn-Selmer продолжает усердно использовать его технологические разработки и чертежи для производства инструментов Bach Stradivarius, которые и сегодня благодаря своему непревзойденному качеству звучания являются выбором профессиональных музыкантов.